# Меліноя
Меліноя (/mɪˈlɪnoʊiː/; дав.-гр. Μηλινόη) — хтонічна німфа або богиня орфічних гімнів, яка представлена як та, що несе кошмари та божевілля. Її ім'я також з'являється на металевій табличці в асоціації з Персефоною. Гімни мають невизначену дату, але, ймовірно, були складені у 2-му або 3-му столітті нашої ери. Терміни, якими описується Меліноя, типові для богинь місяця в грецькій поезії.

## Ім'я
Меліноя (Melinoë) може походити від грецького mēlinos (μήλινος), «має колір айви», від mēlon (μῆλον), «плід дерева». Жовтувато-зелений колір плоду нагадував грекам блідість хвороби або смерті.

## Гімн

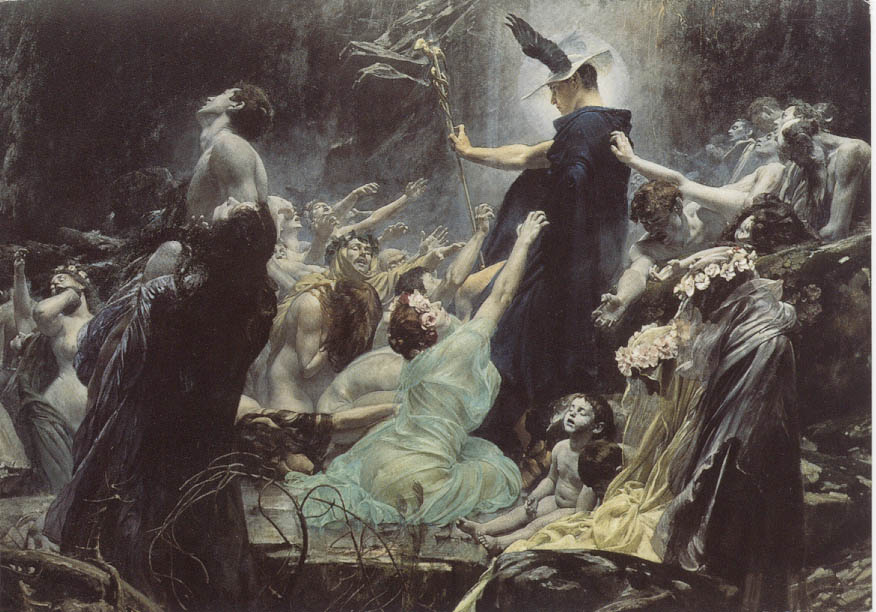
«Душі Ахерону» (1898) Адольфа Хіреми-Гіршля

Нижче наведено переклад гімну Меліної, виконаний Апостолом Афанасакіс і Бенджамін М. Волков:
Я закликаю Меліною, німфу землі в шафрановому плащі, яку шанована Персефона народила в гирлі річки Кокітос

 на священному ложі Зевса Кроніан.

Під виглядом Плутона Зевса обдурили Персефону і за допомогою хитрих змов уклали її в постіль;з люті Персефони виник двотілесний привид. Цей привид доводить смертних до божевілля коли вона з'являється в дивних формах, то ясністю для очей, то тінню, то сяє в темряві —все це в хвилюючих нападах у темряві ночі. О богине, о королево тих, що внизу, я благаю тебепрогнати шаленство душі на край землі, показати посвяченим доброзичливе і святе обличчя. 

## Народження
Меліноя — дочка Персефони, її батьком був Аїд або Зевс.

Меліноя народилася в гирлі Коцита (Cocytus), однієї з річок підземного світу. За орфічною традицією Коцит є однією з чотирьох річок підземного світу.

## Написи

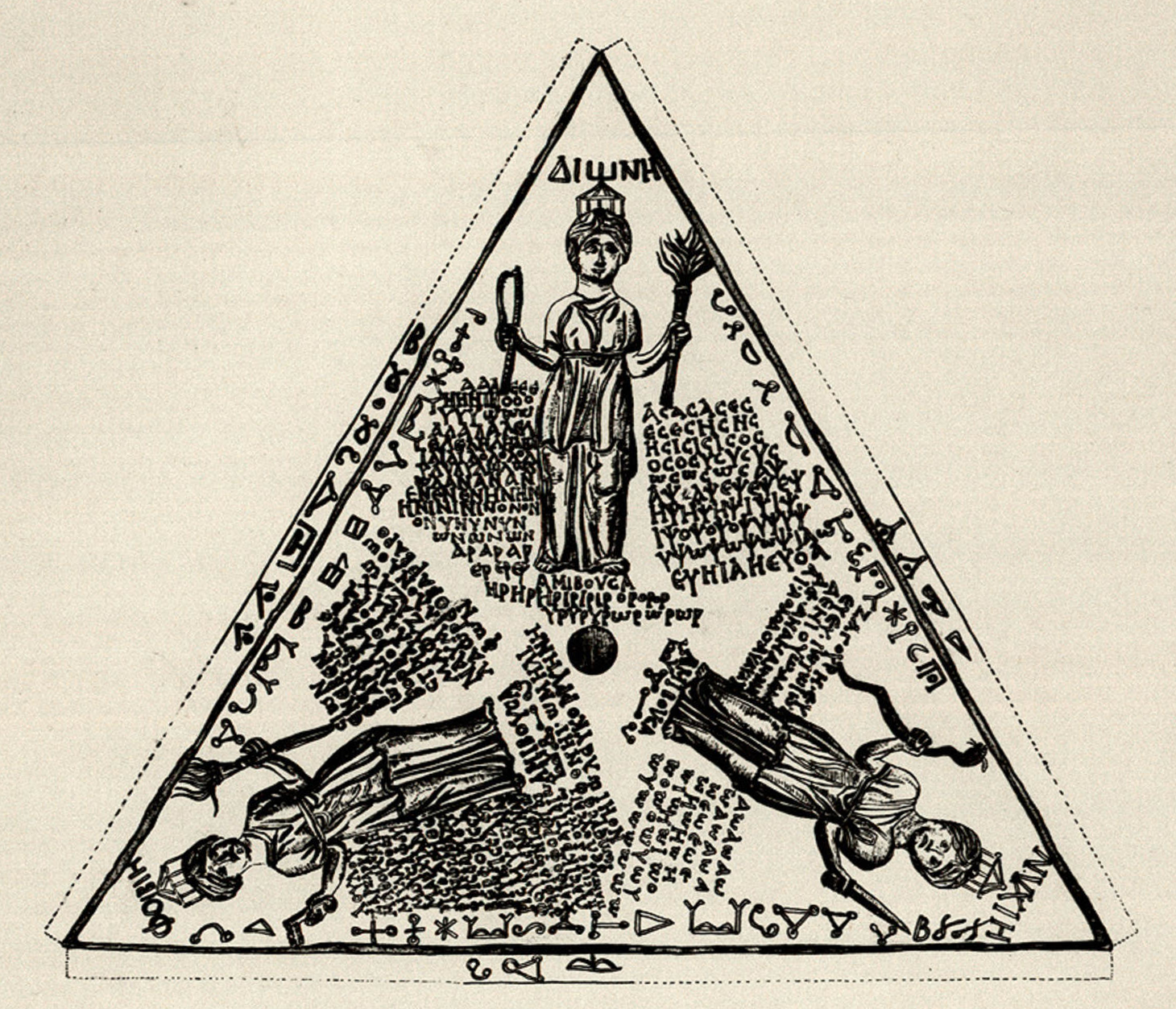
Бронзова табличка (3 століття нашої ери) з Пергаму, що закликає Меліну разом з Персефоною і Левкофріною; три богині, зображені на зображенні, позначені як Діона, Фібі та Ніче

Меліноя з'являється на бронзовій табличці для використання в приватному ритуалі, який відомий як «магія». Стиль грецьких літер на табличці, який було виявлено в Пергамі, датує першою половиною 3 століття нашої ери. Використання бронзи, ймовірно, мало на меті відганяти злих духів. Конструкція таблички говорить про те, що її використовували для ворожіння. Вона має трикутну форму, з отвором у центрі, імовірно, для підвішування його над поверхнею.